# Mehdi Tamari
Mehdi Tamari (persisch مهدی تماری; * 12. Mai 1990) ist ein iranischer Leichtathlet, der sich auf den Weitsprung spezialisiert hat.

## Sportliche Laufbahn
Erste internationale Erfahrungen sammelte Mehdi Tamari im Jahr 2024, als er bei den Hallenasienmeisterschaften in Teheran mit einer Weite von 7,40 m den achten Platz belegte.
2024 wurde Tamari iranischer Hallenmeister im Weitsprung.